# Ken Done
 (février 2025).
Si vous disposez d'ouvrages ou d'articles de référence ou si vous connaissez des sites web de qualité traitant du thème abordé ici, merci de compléter l'article en donnant les références utiles à sa vérifiabilité et en les liant à la section « Notes et références ».
Ken Done, (né le 29 juin 1940) est un artiste australien connu surtout pour ses travaux de design. Ses peintures simples, aux couleurs vives de monuments australiens ont orné une gamme très populaire de vêtements et d'articles ménagers vendus sous la marque Done Design.

## Jeunesse
Ken Done a grandi dans la banlieue ouest de Sydney et a quitté l'école à 14 ans pour étudier à la National Art School dans l'est de Sydney entre 1954 et 1959. Il voyage ensuite à l'étranger et commence à travailler pour l'agence de publicité JWT à New York et à Londres. Il retourne à Sydney en 1969 pour pouvoir exercer librement ses talents artistiques. Il devient peintre à plein temps en 1975.

## Expositions et œuvres
Sa première exposition en solo a lieu à Sydney en 1980. À ce jour, il a organisé plus de 50 expositions consacrées exclusivement à ses œuvres. Ses peintures ont été exposées en Australie, au Japon et en France, entre autres. Sa première exposition européenne s'est tenue à Paris en 1996. En 2000, ses œuvres ont été exposées à Los Angeles et à Londres.
Son travail pour la World Expo 88 de 1988 qui s'est tenue à Brisbane, la façade colorée les enfants du monde pour le Pavillon des Nations unies et les différents blocs de lettres de l'alphabet, hauts de 6 m, qui ornaient l'entrée et la sortie du Pavillon de l'Australie sont largement considérés comme ayant joué un rôle central dans la célébration et la culture populaire du bicentenaire de l'Australie et ont été parmi les œuvres d'art les plus photographiées de l'Expo.
En 1994, le Powerhouse Museum a organisé une grande rétrospective du travail de Done.

## BMW Art Car[1]

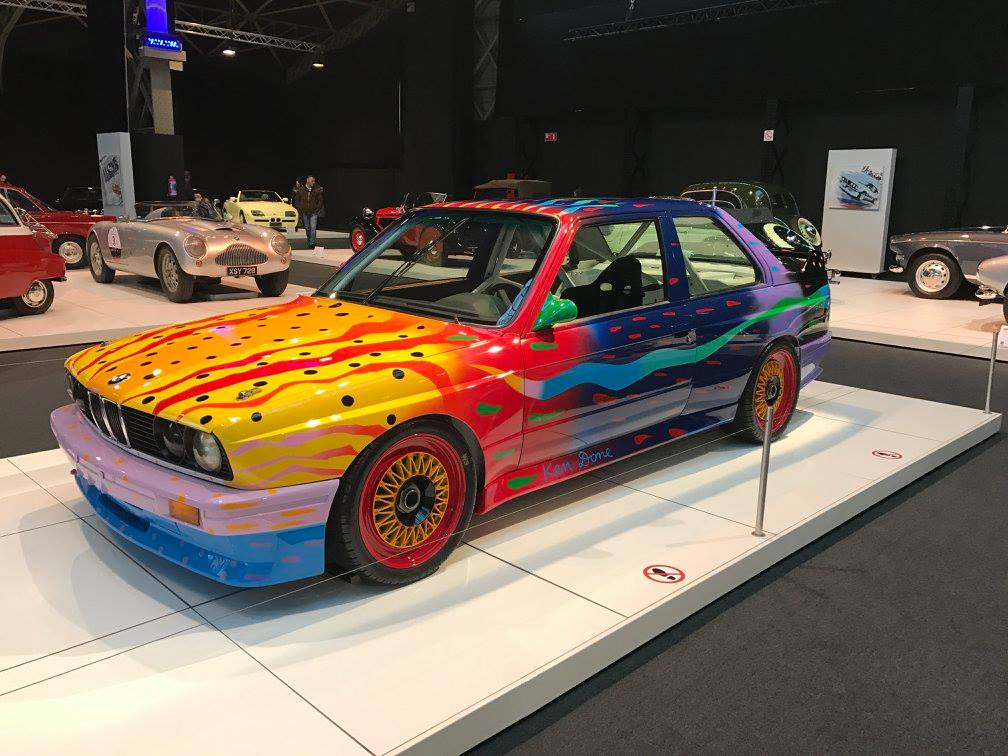

En 1989, Ken Done a été chargé de peindre une BMW Art Car. Le modèle choisi est une BMW M3 groupe A. Il rejoint des artistes de renom tels que Andy Warhol, Roy Lichtenstein, Frank Stella ou encore Robert Rauschenberg. Depuis lors, la collection Art Car s'est étoffée pour atteindre 19 modèles réalisés entre autres par David Hockney, Jeff Koons et Jenny Holzer.

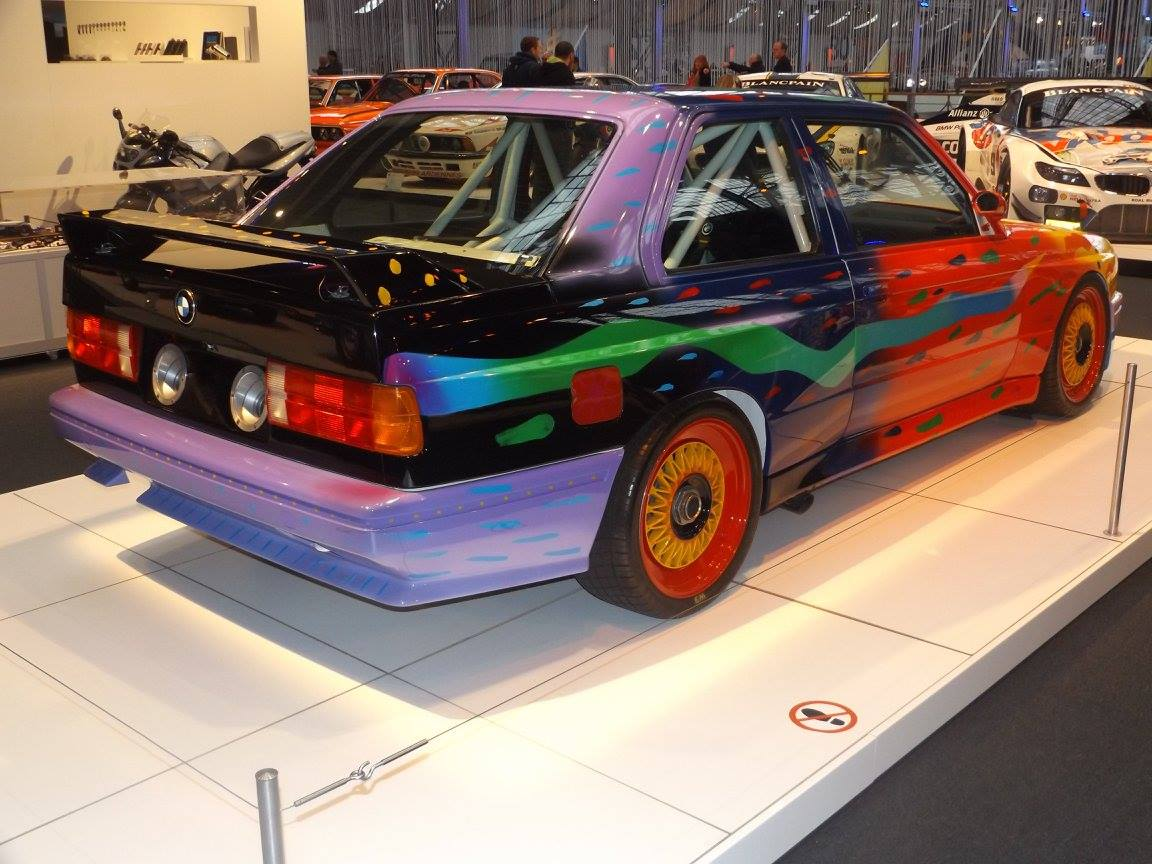

Sa voiture de course reprend les caractéristiques que l'on peut voir sur ses peintures et photos comme optimisme et une forte coloration. Le style choisi a pour but d'une part, d'exprimer l'attrait fascinant de la M3 comme voiture rapide et dynamique et de l'autre côté l'Australie. C’est dans ce but que Done a choisi une interprétation abstraite de perroquets et de poissons-perroquets car ils représentent la beauté et bougent à une vitesse fantastique tout comme son M3. 

## Société de design
Ken Done a créé avec sa femme Judy une société de design appelée "Done Art and Design". L'entreprise a commencé par fabriquer de petites séries de T-shirts décorés par Done et lconçus par Judy. En 1993, l'entreprise a remporté le grand prix de l'industrie de la mode d'Australie.

## Autres
Un œuvre originale de Ken Done a figuré chaque semaine sur la couverture du magazine féminin japonais Hanako entre 1989 et 1999.
En octobre 1995, Done a été invité à créer une série de dessins de drapeaux par l'ancien premier ministre australien Paul Keating. Le républicanisme était un concept nouveau en Australie à l'époque et il a présenté seize modèles de drapeaux à l'Ausflag, dont certains créés dès 1981
Il a conçu le logo officiel des Jeux olympiques de Sydney et a été mandaté pour produire une série d'œuvres pour les cérémonies d'ouverture et de clôture des Jeux.
Ken Done a longtemps été un fervent soutien de l'art en Australie, encourageant notamment les élèves des écoles grâce à des bourses et des commandes.
En 2006, il a conçu et réalisé le Buddy Bear (Oursons Unis) pour l'Australie.
Le musée Ken Done est situé dans le quartier des Rocks à Sydney.
Il est devenu ambassadeur de l'UNICEF en 1988.